# David Bell (historien)
Pour les articles homonymes, voir David Bell et Bell.
Pour l’article ayant un titre homophone, voir David Belle.
David Avrom Bell, né le 17 novembre 1961, à New York, est un historien américain, spécialiste de la France au XVIIIe siècle et XIXe siècle. Il est professeur à l'Université de Princeton (Ivy League).
Spécialiste de la France à la veille de la Révolution de 1789, son ouvrage sur le concept de guerre totale a apporté un éclairage inattendu sur l'influence philosophique des Lumières et sur la guerre moderne.

## Biographie
Il est le fils du sociologue Daniel Bell et de Pearl Kazin Bell, elle-même fille de l'écrivain Alfred Kazin.
Il a étudié notamment à l'Université de Princeton, terminant en 1991. Il a ensuite enseigné à  l'Université Yale et à l'Université Johns-Hopkins, où il est doyen de faculté dès 2007, et à l'Université de Princeton à partir de 2010.
Il collabore également à la rédaction  du magazine The New Republic ainsi qu'à d'autres médias, notamment la revue littéraire London Review of Books, le magazine en ligne Slate, ou Newsweek.

## Apports
David Bell s'est fait connaître par des ouvrages sur la France au XVIIIe siècle. L'un de ces ouvrages était consacré aux avocats dans la société française. Un autre à la question du patriotisme et de l’idée nationale dans la culture française. Il a montré dans ces ouvrages « une finesse d’analyse, une inventivité de proposition qui ont largement contribué à renouveler ces deux pans importants de l’histoire de France » et s’est imposé comme un spécialiste de la France à la veille de la Révolution de 1789.
Son ouvrage sur la guerre totale apporte un éclairage inattendu sur le siècle des Lumières. Pour David Bell, les idées philosophiques des Lumières ont mis à mal une représentation pragmatique, contrôlée et civilisée  de la guerre. La culture aristocratique fixait précédemment des limites aux conflits. De Fénelon à Kant, l’émergence d'un idéal de paix perpétuelle entre les nations a ouvert la voie à cette idée dangereuse : la condition d’une paix permanente est la destruction de l’ennemi. Cette idée est au cœur des conflits révolutionnaires et napoléoniens. L'historien, poursuivant ses propositions, positionne également dans une histoire longue les interventions américaines en Irak et en Afghanistan. Il constate des similitudes entre la résistance espagnole contre les troupes de Napoléon en 1808-1810 et la guérilla irakienne consécutive à l'occupation américaine de ce pays du Moyen-Orient en 2003. Et pour lui, les Américains entretiennent « une fascination persistante » pour la guerre qui devient un « moyen d'éprouver la valeur de leur société ». Son livre, lors de sa traduction en français, a fait l'objet d'un accueil réservé, les spécialistes lui reprochant notamment son manque de rigueur dans la définition de la notion de "guerre totale", ainsi que ses simplifications voire ses "clichés" à propos des différentes guerres évoquées,.

## Ouvrages
- (en) Lawyers and citizens : the making of a political elite in Old regime France, Oxford, Oxford University Press, 1994 (lire en ligne).
- (en) The Cult of the nation in France : Inventing nationalism, 1680-1800, Londres, Harvard University Press, 2001 (lire en ligne).
- (en) The First Total War : Napoleon’s Europe and the Birth of Warfare as We Know It, Boston & New York, Houghton Miflin Company, 2007, 420 p. (ISBN 978-0-618-34865-7 et 0-618-34865-4).

## Traductions françaises
- La première guerre totale : l'Europe de Napoléon et la naissance de la guerre moderne [« The First Total War : Napoleon's Europe and the birth of warfare as we know it »] (trad. de l'anglais par Christophe Jaquet), Seyssel, Champ Vallon, coll. « La Chose publique », 2010, 401 p. (ISBN 978-2-87673-539-2, présentation en ligne).
- Le Culte des chefs. Charisme et pouvoir à l’âge des révolutions. Fayard, 2022[7].

### Sources sur le Web
- « Autour de The first Total war de D. Bell : critique de Pierre Serna et réponse de David Bell », sur le site de l'Institut d'histoire de la Révolution française, 2008.